# Provincia di Kouritenga
La provincia di Kouritenga è una delle 45 province del Burkina Faso, situata nella Regione del Centro-Est. Il capoluogo è Koupéla.

## Struttura della provincia
La Provincia di Kouritenga comprende 9 dipartimenti, di cui 2 città e 7 comuni:

### Città
- Koupéla
- Pouytenga

### Comuni
- Andemtenga
- Baskouré
- Dialgaye
- Gounghin
- Kando
- Tensobentenga
- Yargo